# Cyperus mitis
Cyperus mitis är en halvgräsart som beskrevs av Ernst Gottlieb von Steudel. Cyperus mitis ingår i släktet papyrusar, och familjen halvgräs. IUCN kategoriserar arten globalt som livskraftig. Inga underarter finns listade i Catalogue of Life.